# عبد الرحمن حمد العتيبي
عبد الرحمن بن حمد العتيبي كاتب وإعلامي سعودي، رأس تحرير «مجلة العراب»، وكتب في العديد من المجلات والصحف في الخليج والسعودية، أبرزها «صحيفة الجزيرة»، و«صحيفة مكة». صدر له مجموعة من المؤلفات الأدبية من بينها كتاب: «قفا نحكي: حديث ثلاثي الأبعاد»، و«أرق أبيض».

## التعليم والعمل
- حاصل على درجة البكالوريوس في الآثار والمتاحف من جامعة الملك سعود.[1]
- مارس العمل الصحفي بالكتابة والتحرير في عدد من المجلات والصحف، منها: «الاقتصادية»، و«المسائية»، و«مجلة اليمامة»، و«مجلة أصايل»، و«مجلة المختلف».[10]
- أجرى حوارات صحفية مع عدد من الأدباء والمثقفين من أبرزهم: غازي القصيبي، ومحمد الفيتوري، وخلف بن هذال، وجعفر عباس، وعبد الرحمن الأبنودي.[11][12]

## المؤلفات
| م | الكتاب                                | تاريخ الصدور |
| - | ------------------------------------- | ------------ |
| 1 | على سبيل المقال                       | 2008         |
| 2 | بصمة إلهامي:حروف (استعصت) على الكتمان | 2013         |
| 3 | ‎عكس: صور من حياة العابرين‎             | 2014         |
| 4 | أرق أبيض                              | 2015         |
| 5 | قفص ذهني                              | 2016         |
| 6 | قفا نحكي: حديث ثلاثي الأبعاد          | 2019         |
| 7 | إلى من يهمه العمر                     | 2025         |

## وصلات خارجية
- برنامج خارج الصندوق ضيف الحلقة عبدالرحمن حمد
- كيف تؤثر الصعوبات التي نواجهها في حياتنا مع عبدالرحمن حمد